# Ritva-Liisa Korhonen
Ritva-Liisa Korhonen, född 2 oktober 1960 i Tavastehus, är en finländsk operasångerska (sopran). 
Korhonen har studerat vid Sibelius-Akademin för bland andra Anita Välkki (diplom 1990) och vid operastudion i Zürich. Hon fick hedersomnämnande vid Timo Mustakallio-tävlingen 1985 och tilldelades 1991 utmärkelsen Årets solist av Finlands operaförbund. Hon engagerades 1991 vid Finlands nationalopera och har där kreerat sopranroller i operor av Wolfgang Amadeus Mozart och Giuseppe Verdi (såsom Gilda och Violetta) men även moderna roller såsom Prinsessan i Erik Bergmans Det sjungande trädet. Vid Operafestspelen i Nyslott har hon framträtt bland annat i Fidelio (Marzelline) och i Kalevi Ahos Hyönteiselämä (Phyllis).